# Somatogyrus constrictus
Somatogyrus constrictus е вид коремоного от семейство Hydrobiidae.